# Віла-Флор
Ві́ла-Фло́р (порт. Vila Flor; МФА: [ˈvi.ɫɐ ˈfɫoɾ]) — муніципалітет і містечко в Португалії, в окрузі Браганса. Розташований у північно-східній частині країни, на теренах історичної португальської провінції Трансмонтана. Належить до Брагансько-Мірандської діоцезії Католицької церкви в Португалії. Права міського самоврядування має з 1286 року. Поділяється на 14 парафій. За адміністративним поділом, чинним до 1976 року, був складовою провінції Трансмонтана і Верхнє Дору. Площа муніципалітету — 265,81 км², населення муніципалітету — 6697 ос. (2011); густота населення — 25,19 осіб/км²
. Патрон — святий Варфоломей. Святковий день муніципалітету — 24 серпня. Поштовий індекс — 5360.  Код місцевої адміністративної одиниці — 0410. Складова статистичного регіону Північ.

## Назва
- Віла-Флор (порт. Vila Flor, стара орфографія: порт. Villa Flor) — сучасна португальська назва.

## Географія
Віла-Флор розташована на північному сході Португалії, на південному заході округу Браганса.
Містечко розташоване за 65 км на південний захід від міста Браганса.
Віла-Флор межує на північному сході — з муніципалітетом Маседу-де-Кавалейруш, на сході — з муніципалітетом Алфандега-да-Фе, на південному сході — з муніципалітетом Торре-де-Монкорву, на південному заході — з муніципалітетом Карразеда-де-Ансіайнш, на північному заході — з муніципалітетом Мірандела.

## Історія
1286 року португальський король Дініш надав Вілі-Флор форал, яким визнав за поселенням статус містечка та муніципальні самоврядні права.

## Населення
| Кількість мешканців | Кількість мешканців | Кількість мешканців | Кількість мешканців | Кількість мешканців | Кількість мешканців | Кількість мешканців | Кількість мешканців | Кількість мешканців | Кількість мешканців | Кількість мешканців | Кількість мешканців | Кількість мешканців | Кількість мешканців | Кількість мешканців |
| ------------------- | ------------------- | ------------------- | ------------------- | ------------------- | ------------------- | ------------------- | ------------------- | ------------------- | ------------------- | ------------------- | ------------------- | ------------------- | ------------------- | ------------------- |
| 1864                | 1878                | 1890                | 1900                | 1911                | 1920                | 1930                | 1940                | 1950                | 1960                | 1970                | 1981                | 1991                | 2001                | 2011                |
| 8 423               | 9 588               | 11 048              | 9 812               | 10 358              | 9 130               | 9 889               | 11 353              | 12 505              | 11 834              | 9 031               | 9 719               | 8 828               | 7 913               | 6 697               |

## Парафії
- Ассареш
- Бенльєвай
- Вале-Фрешозу
- Валторну
- Віла-Флор
- Віларіню-даш-Азеняш
- Вілаш-Боаш
- Кандозу
- Карвалю-де-Егаш
- Лодойнш
- Моран
- Набу
- Ройюш
- Самойнш
- Сампайю
- Санта-Комба-де-Віларіса
- Сейшу-де-Маньозеш
- Тріндаде
- Фрейшієл